# Silly Thing
Silly Thing è una canzone dei Sex Pistols del 1979, pubblicata come terzo singolo promozionale del film The Great Rock 'n' Roll Swindle.

## Il brano
Scritta dal batterista Paul Cook e dal chitarrista Steve Jones, è stata registrata dopo che il cantante Johnny Rotten lasciò la band e senza l'ausilio del bassista ufficiale Sid Vicious, lasciando suonare le parti di basso a Jones. Essenzialmente, è una registrazione di Cook e Jones più che un lavoro della band, in quanto è il batterista che funge da voce principale nella versione ufficiale, che si trova nella colonna sonora di The Great Rock 'n' Roll Swindle e nella raccolta Flogging a Dead Horse, una delle tante pubblicate dopo lo scioglimento del gruppo. Nella versione del CD singolo, invece, è Jones che canta.

## Tracce
1. Silly Thing – 3:20
2. Who Killed Bambi – 3:00